# جامعة سالينتو
جامعة سالينتو (بالإيطالية: Università del Salento) ـ واسمها السابق حتى عام 2007 جامعة ليتشي (بالإيطالية: Università degli Studi di Lecce) ـ هي جامعة إيطالية مقرها مدينة ليتشي.

## التاريخ
تأسست الجامعة عام 1955، وبدأت الدراسة بها في العام الأكاديمي 1955-1956، ثم تغير اسمها عام 1960 إلى "جامعة ليتشي الحرة"، وانتقلت إدارتها إلى الدولة في العام الدراسي 1967-1968.

## كليات الجامعة
تضم الجامعة حاليًا عشر كليات، هي:
1. كلية الآداب والإنسانيات
2. كلية الاقتصاد
3. كلية التراث الثقافي
4. كلية التشريع
5. كلية علم التربية
6. كلية العلوم الرياضية والفيزيائية والطبيعية
7. كلية العلوم السياسية والاجتماعية
8. كلية القانون
9. كلية اللغات والآداب الأجنبية
10. كلية الهندسة

## وصلات خارجية
- الموقع الرسمي للجامعة (بالإيطالية) (بالإنجليزية)